# Sfenocorona aumentata
In geometria solida, la sfenocorona aumentata è un poliedro con 17 facce, una quadrata e 16 triangolari. Per dare un'idea della sua costruzione, si pensi che, nella sua nomenclatura, Norman Johnson utilizza il prefisso "sfeno-" per riferirsi a un complesso a forma di cuneo formato da due "lune" adiacenti, essendo una luna un composto formato da un quadrato e da due triangoli uniti ai lati opposti di quest'ultimo, mentre il suffisso "-corona" si riferisce invece a un complesso a forma di corona costituito da 8 triangoli equilateri. Unendo assieme i due complessi si ha una sfenocorona, che viene poi aumentata facendo combaciare una delle sue facce quadrate con la base di una piramide quadrata, ottenendo per l'appunto una sfenocorona aumentata.

## Caratteristiche
Una sfenocorona aumentata avente per facce solamente poligoni regolari è uno dei 92 solidi di Johnson, in particolare quello indicato come J87, ossia un poliedro strettamente convesso avente come facce dei poligoni regolari ma comunque non appartenente alla famiglia dei poliedri uniformi, ed è parte di un gruppo di nove solidi di Johnson che non possono essere realizzati attraverso la manipolazione di solidi platonici o archimedei.
Per quanto riguarda gli 11 vertici di questo poliedro, su 2 di essi incidono una faccia quadrata e tre triangolari, su 2 di essi incidono una faccia quadrata e quattro triangolari, su un vertice incidono quattro facce triangolari e sui restanti 6 vertici incidono invece 5 facce triangolari.

## Formule
Considerando una sfenocorona aumentata avente come facce dei poligoni regolari aventi lato di lunghezza {\displaystyle a}, le formule per il calcolo del volume {\displaystyle V} e della superficie {\displaystyle A} risultano essere:
{\displaystyle V={\frac {a^{3}}{2}}\left({\frac {\sqrt {2}}{3}}+{\sqrt {1+3{\sqrt {\frac {3}{2}}}+{\sqrt {13+3{\sqrt {6}}}}}}\;\right)\approx 1,7510539\ldots a^{3};}
{\displaystyle A=a^{2}\left(1+4{\sqrt {3}}\right)\approx 7,9282032\ldots a^{2}.}

## Coordinate cartesiante
Sia k ≈ 0,85273 la più piccola radice positiva del seguente polinomio di quarto grado: 
{\displaystyle 60x^{4}-48x^{3}-100x^{2}+56x+23.}
Allora le coordinate cartesiane di una sfenocorona con spigolo di lunghezza 2 sono date dall'unione dei seguenti punti:
{\displaystyle (0,1,2{\sqrt {1-k^{2}}}),\,(2k,1,0),\left(0,1+{\frac {\sqrt {3-4k^{2}}}{\sqrt {1-k^{2}}}},{\frac {1-2k^{2}}{\sqrt {1-k^{2}}}}\right),\,(1,0,-{\sqrt {2+4k-4k^{2}}})}
sotto l'azione delle riflessioni attraverso il piano xz e il piano yz. Il vertice in più della sfenocorona aumentata è infine sito in:
{\displaystyle (k+{\sqrt {2-2k^{2}}},0,k+{\sqrt {2-2k^{2}}}).}